# USS America (CV-66)
«Америка» — (англ. USS America (CV-66)) — третий американский авианосец типа «Китти-Хок».
Заложен 9 января 1961 года, спущен на воду 1 февраля 1964 года, введён в состав флота 23 августа 1965 года. 
Списан 9 августа 1996 года.

## Служба
Первый поход на боевое дежурство авианосец совершил в Средиземное море в 1964—1965 годах. Во время похода «Америка» посетил Канны, Геную, Тулон, Афины, Стамбул, Валлетту, Таранто, Пальма-де-Майорку.
Второй поход состоялся также в Средиземное море и начался в январе 1967 года, этот поход был омрачён несколькими авиапроисшествиями. 6 марта 1967 в воздухе, в 20 милях от авианосца, столкнулись два Фантома Ф-4, оба лётчика успешно катапультировались и были спасены. 15 марта был потерян ещё один самолёт из-за неполадок паровой катапульты, лётчик сгорел заживо. Всего за этот поход было потеряно 5 самолётов. Из-за начавшегося политического кризиса авианосец прибыл к берегам Греции в целях эвакуации американских граждан в случае гражданской войны. Во время этого похода авианосную группу постоянно сопровождали советские военно-морские суда.
В результате начавшегося ближневосточного кризиса был направлен к берегам Израиля. Арабские страны обвиняли США в участии самолётов с «Америки» в Шестидневной войне (июнь 1967).
Последующие три похода состоялись к берегам Вьетнама, авианосец участвовал во множестве операций во время Войны во Вьетнаме. В 1972 году самолёты с авианосца уничтожили знаменитый мост Пасть Дракона.
С начала 80-х возобновляются походы в Средиземное море, осуществляет американское военное присутствие в регионе во время Ливанского и Ливийского кризиса. Участвовал в операции «Каньон Эльдорадо».
В начале 90-х осуществлялись походы в Персидский залив.
Последний поход состоялся в Средиземное море, «Америка» участвовала в поддержке миротворческой операции в Боснии и Герцеговине.
Авианосец был списан на специальной церемонии 9 августа 1996 года, прослужив всего около 30 лет, став как считают жертвой сокращения бюджета.
Корабль было решено расстрелять из различных видов вооружений, для проверки повреждений наносимых таким большим кораблям.
В США возникло много движений против такой утилизации корабля,  поскольку «он несёт имя нации» — предлагалось сделать из корабля музей. В конечном итоге все усилия противников затопления авианосца сошли на нет, и 19 апреля 2005 года на авианосце подорвали несколько зарядов, моделирующих попадания торпед и крылатых ракет. Он затонул 14 мая после того, как на нем в течение четырех недель было испытано разнообразное противокорабельное оружие — 314-метровый авианосец выдерживал взрывы, имитирующие попадания торпед и крылатых ракет.

## Галерея

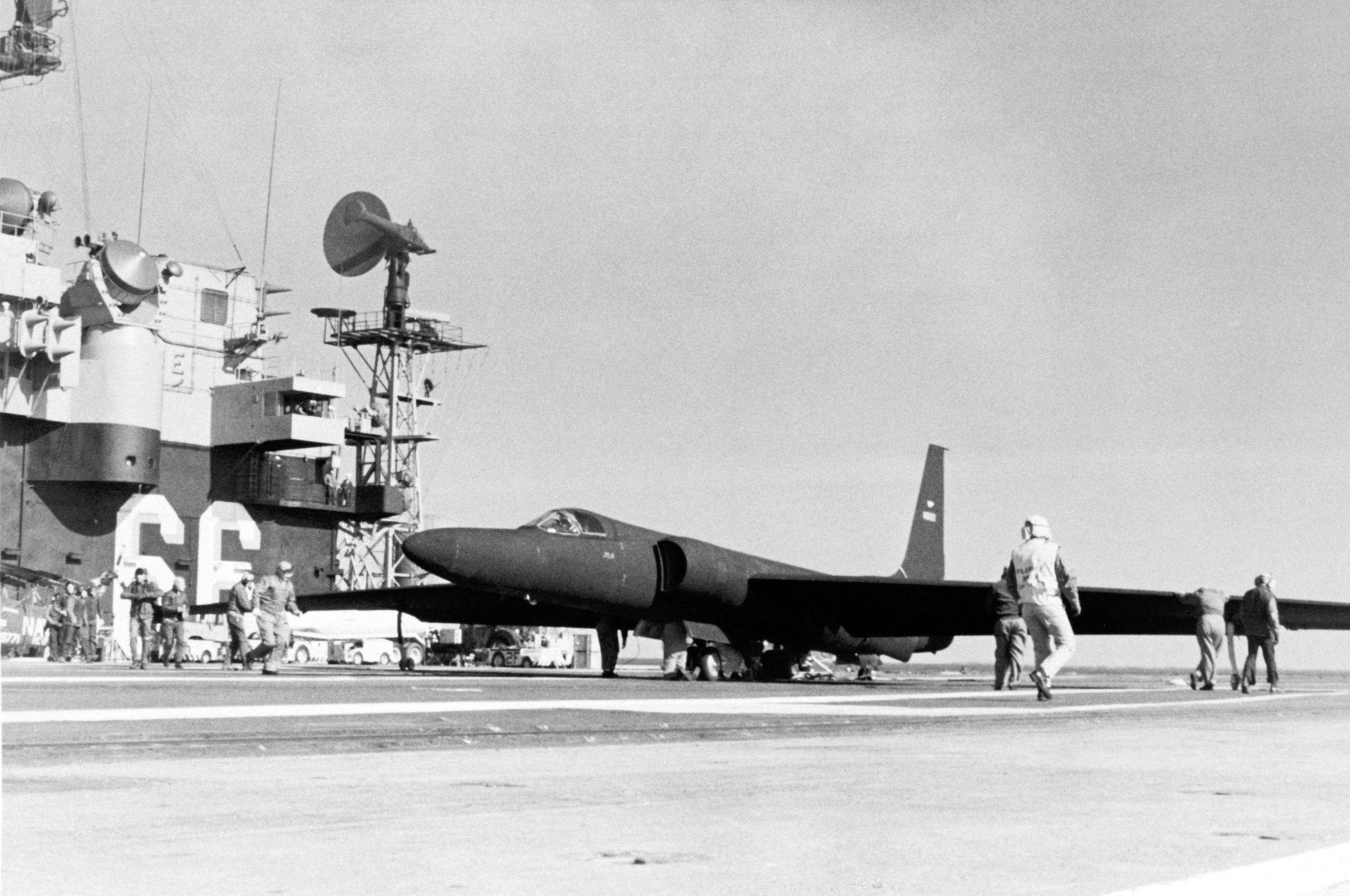
U-2 на палубе «Америки».
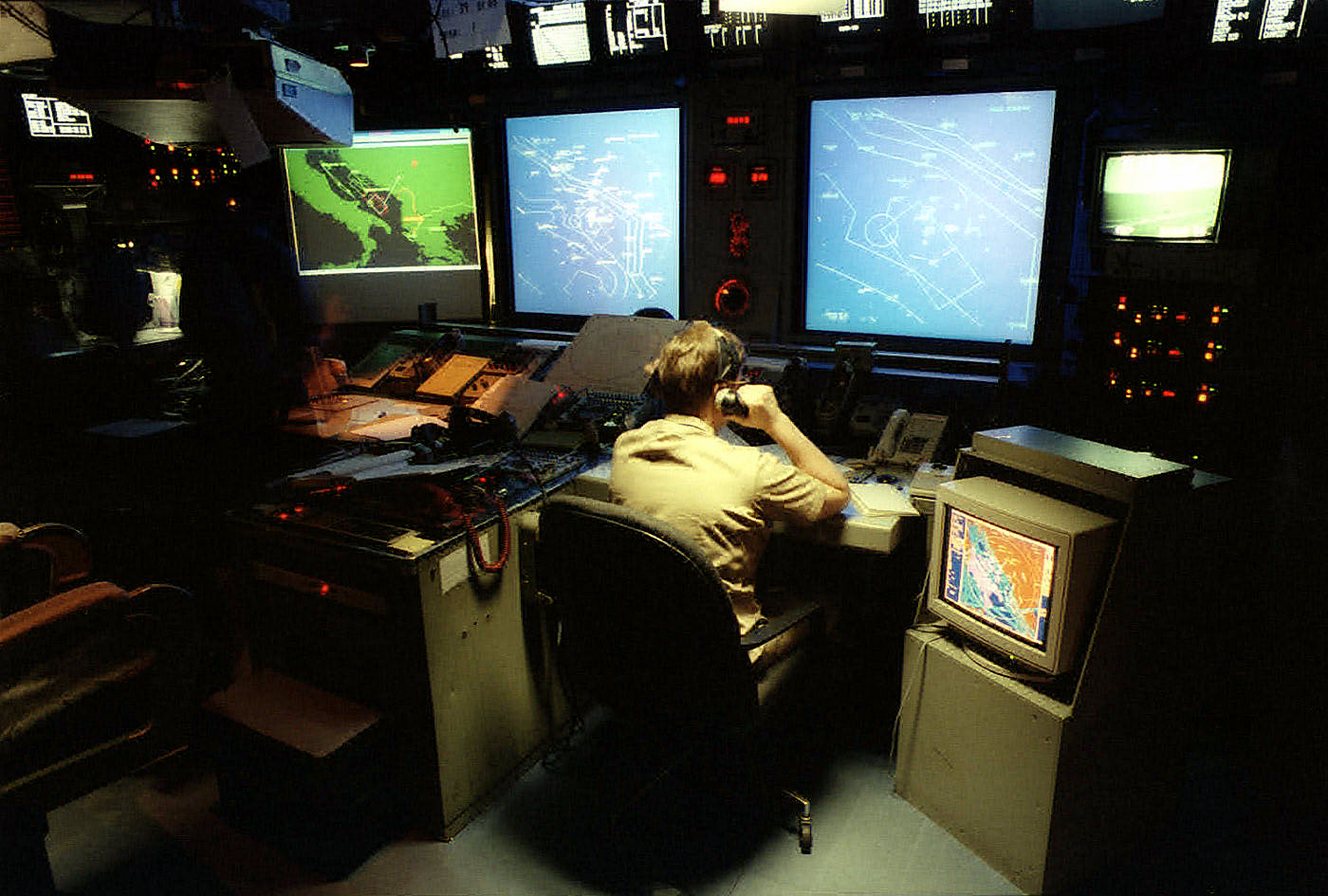
Командный центр, середина 90-х.
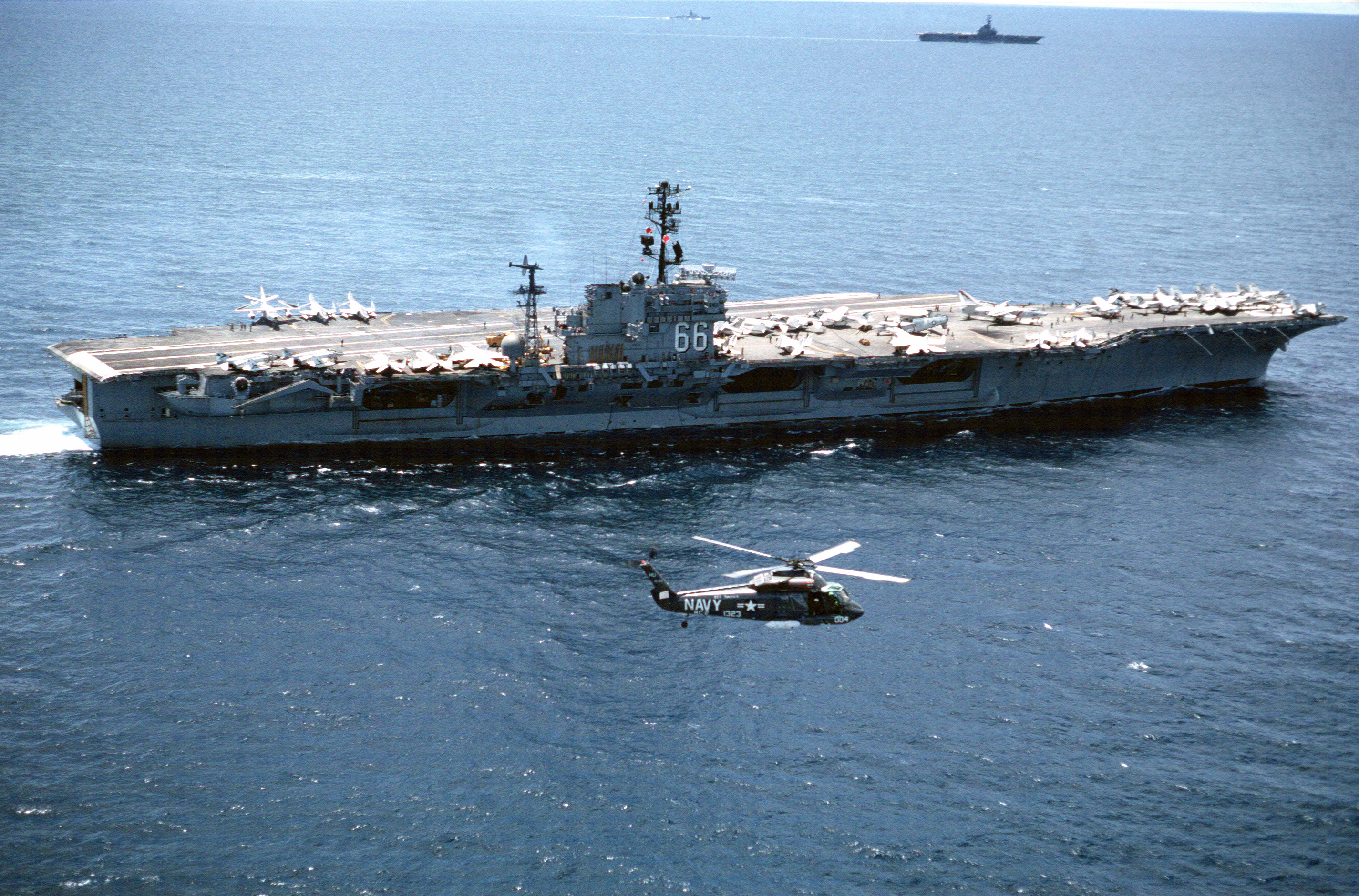
1976 год.
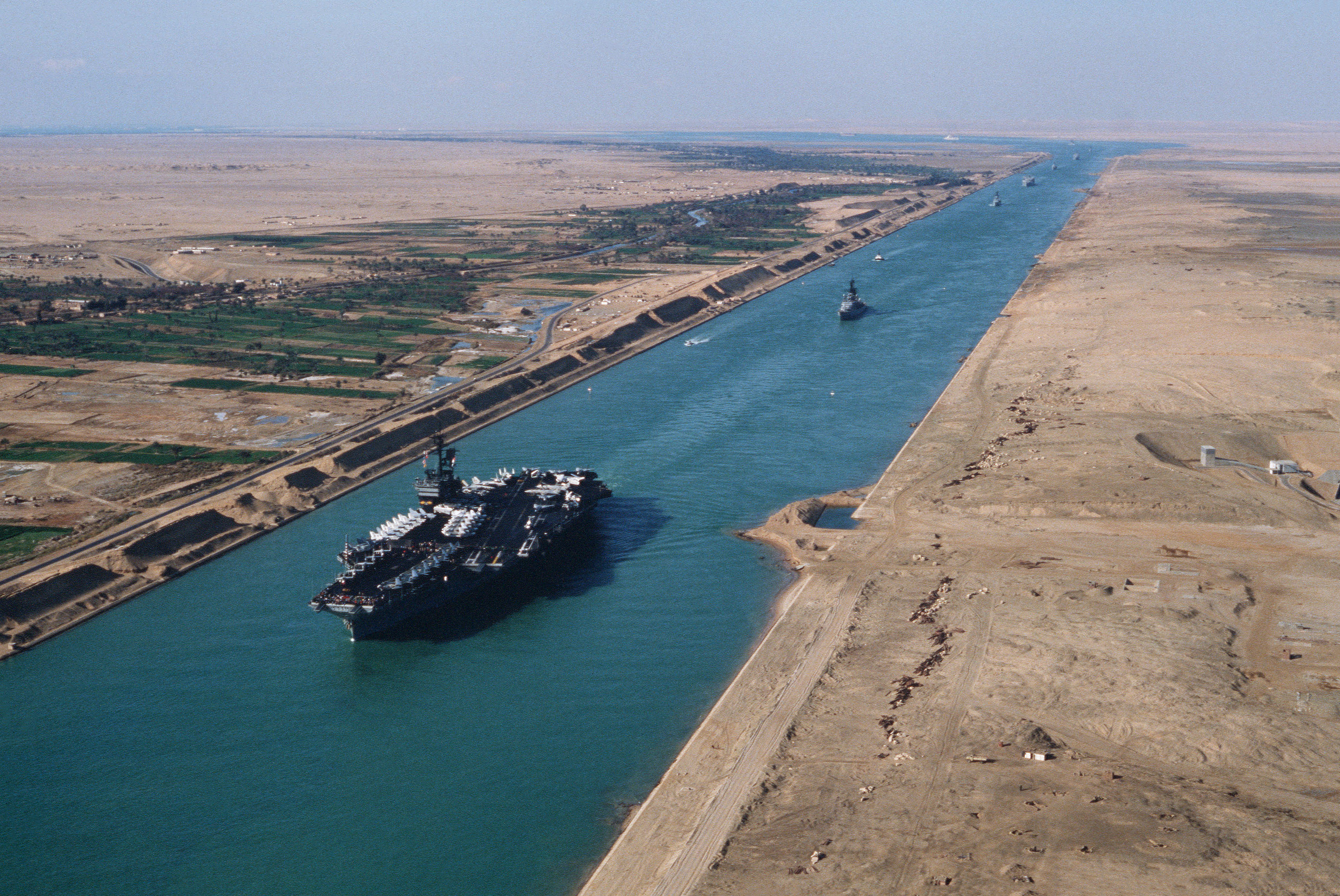
Прохождение Суэцкого канала.
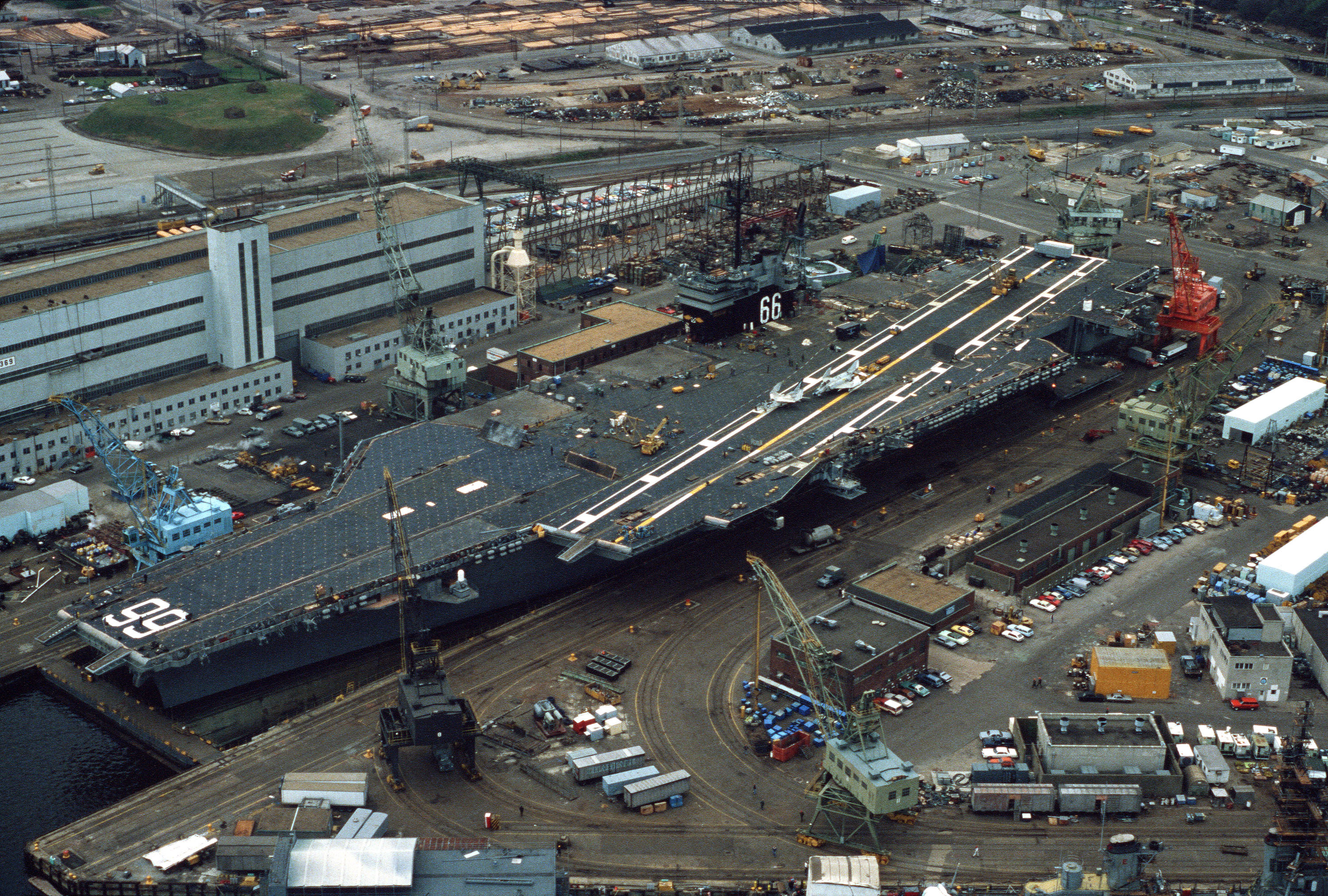
Америка в доке.
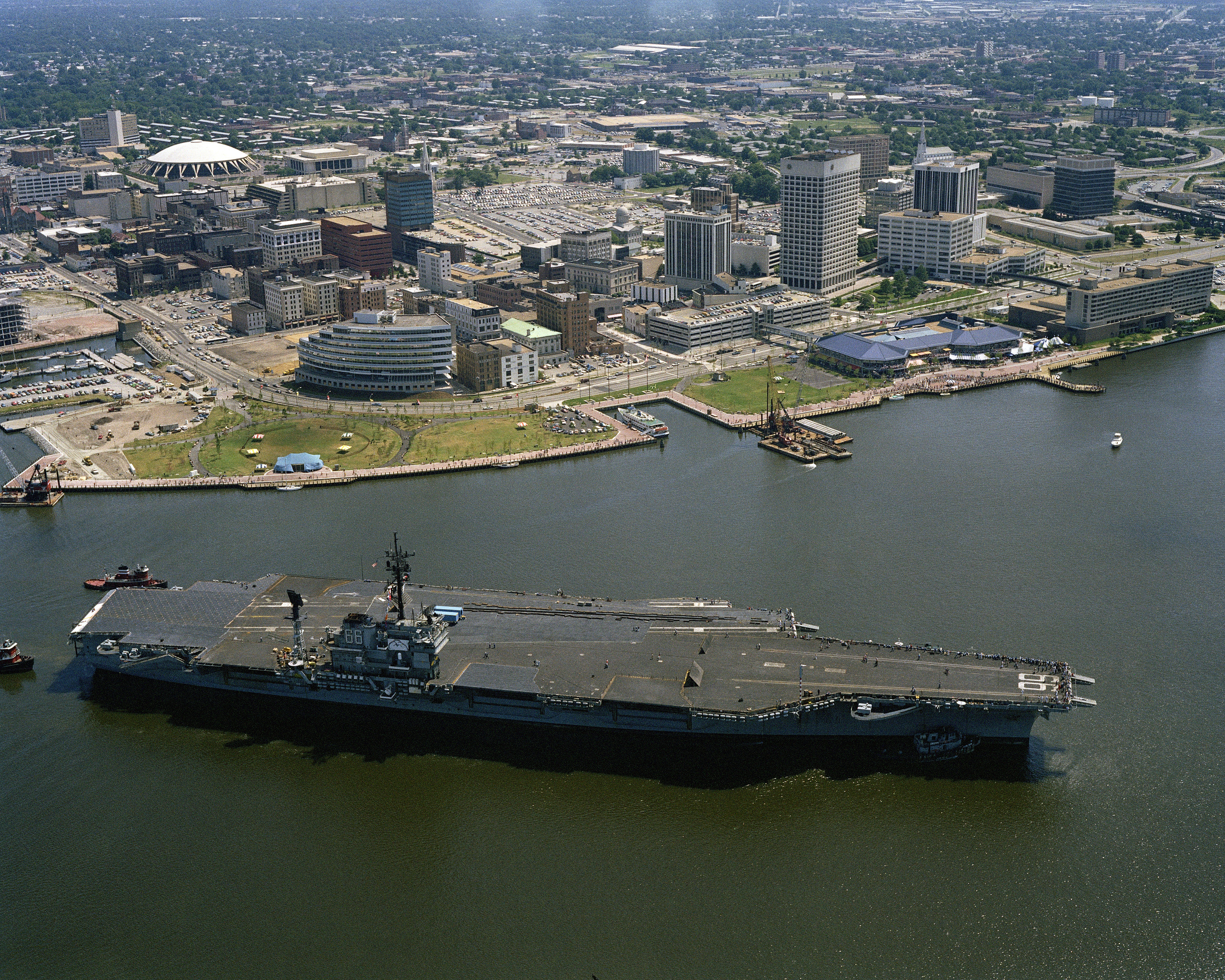
В порту Норфолка.
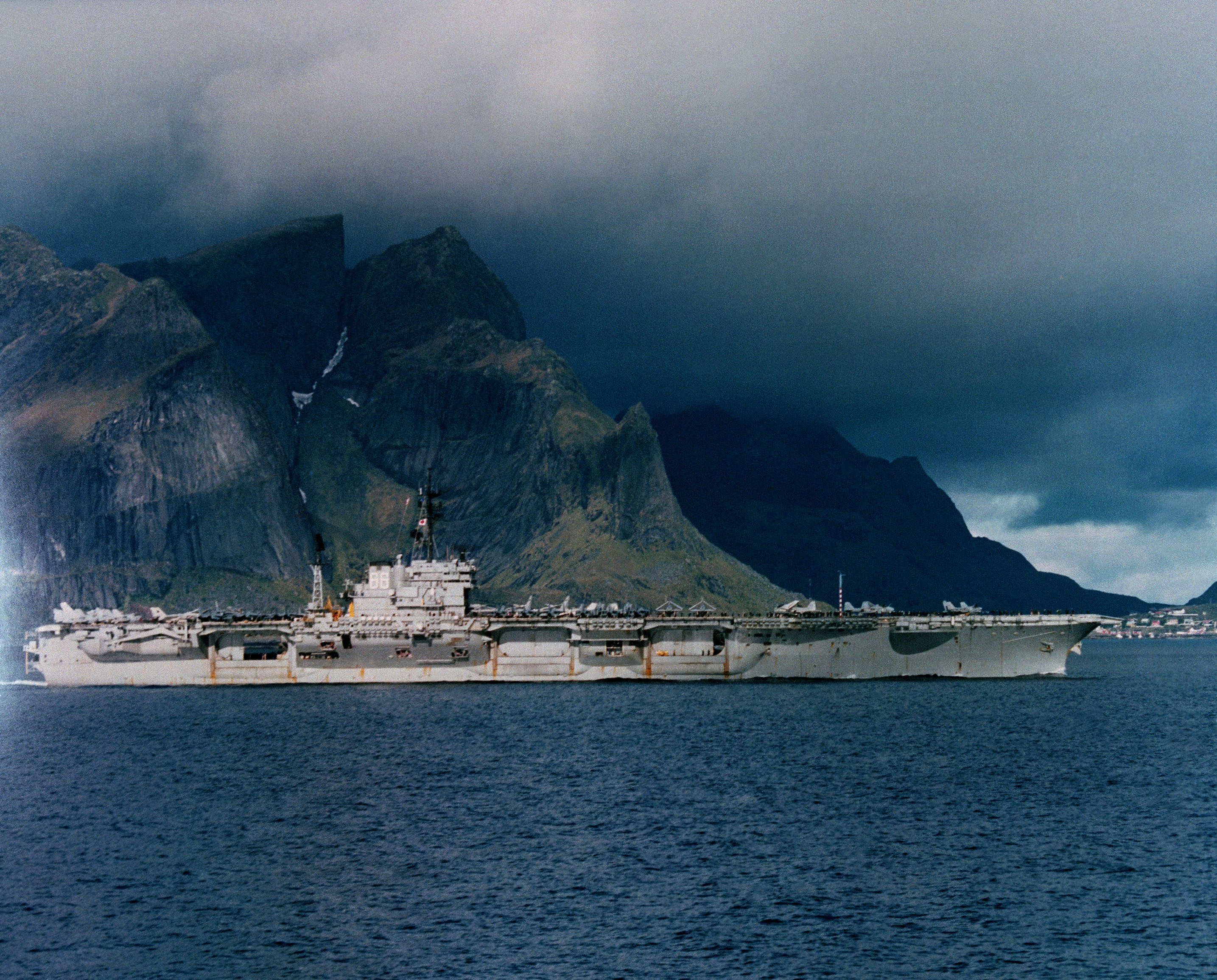
У берегов Норвегии.
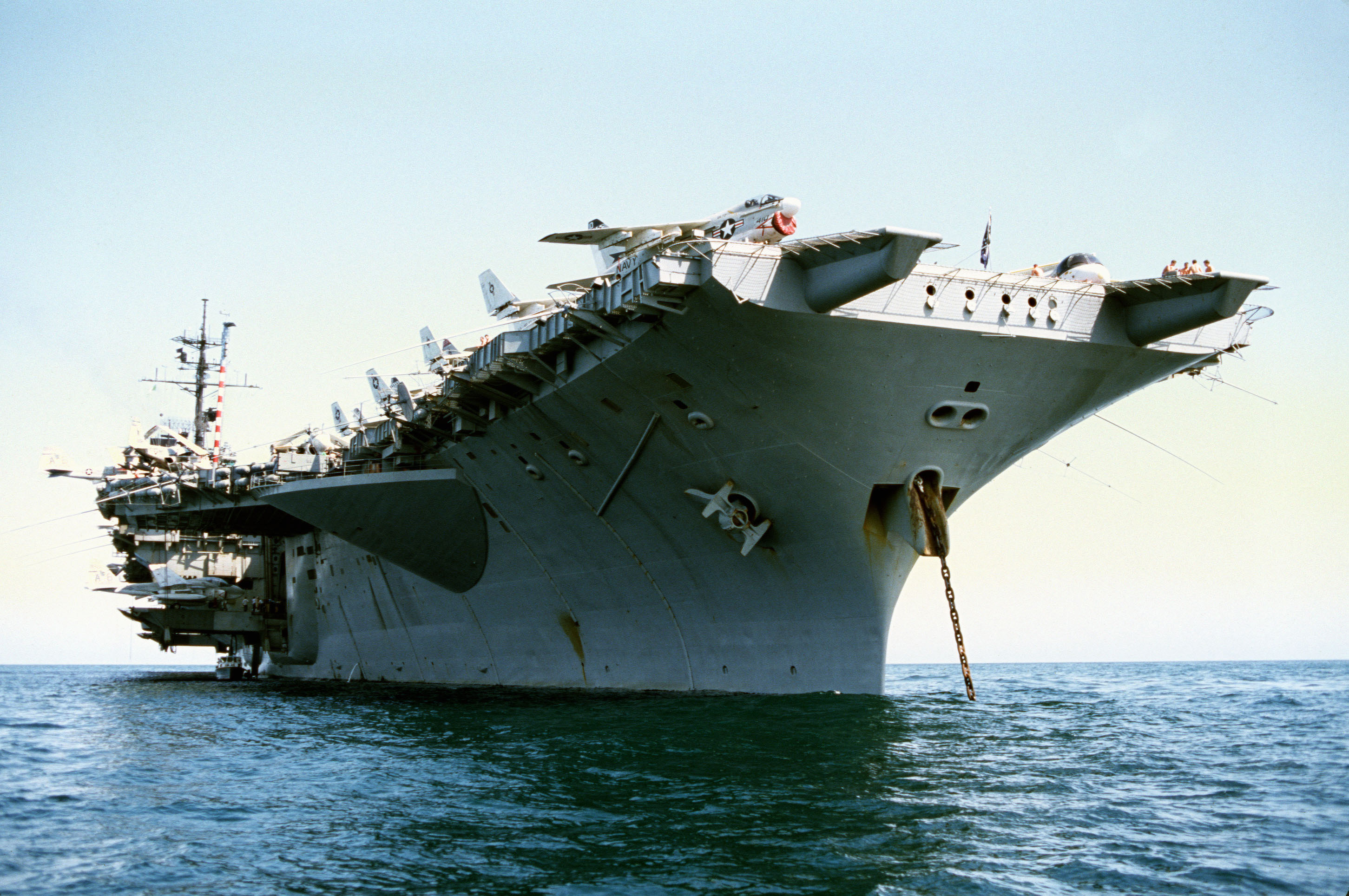
Вид с уровня ватерлинии.